# Lepotno tekmovanje
Lepotno tekmovanje je prireditev, na kateri žirija, navadno pa tudi gledalci, med tekmovalkami izbirajo tisto, ki je po njihovem mnenju najlepša in karizmatična. V svetu obstajajo mnoga lepotna tekmovanja, od katerih je najbolj znano tekmovanje Miss Universe, Miss sveta, Miss Grand International, Miss International, Miss Earth in Miss Supranational. V Sloveniji se dekleta lahko potegujejo za katerokoli od teh nazivov. Zmagovalka Miss Slovenija predstavlja Slovenijo na tekmovanju Miss sveta.

## Kritika
Lepotna tekmovanja po vsem svetu so pogosto deležna hudih kritik. Najpogostejše med njimi so kritike na račun iskanja povprečnosti, podkupljenost žirije ter prisila deklet v iskanje popolnega telesa.